# 미얀마 언어위원회 전사 시스템
미얀마 언어위원회 전사 시스템(Myanmar Language Commission Transcription System)는 버마 문자를 영어식 알파벳으로 입력하기 위한 전사 체계이다.
팔리어의 로마자 표기에 따른 부분이 있으며, 미얀마 언어 위원회가 고안한 것이다. 전사 체계는 버마어 문어체 철자법에 관련되어 있어 구어체와는 음성학 측면에서 많이 다르다.
미얀마어는 기본적으로 자음-모음 혹은 자음-모듬-자음이 연결되나 연달아 오는 자음이 있으므로 전사 시스템 고안 시 연달아 오는 자음을 합쳐 표기 했으며 미얀마어가 역사적으로 불교 의식 언어인 팔리어와 깊은 연관이 있어 이와 관련된 전사 표기도 이뤄져 있다.

## 같이 보기
- 버마어
- 버마 문자